# 京言葉
京言葉（日语：／ Kyō kotoba），是在京都使用的一種日語方言。也是近畿方言的一種，和大阪腔并為上方言葉的核心。京都曾是日本的首都超過1000年之久。至江戶時代中期為止，京都方言都在實際上是日本的官方語言，也給包括今日日本標準語在內的東京方言等日本各地的方言有很強影響。京都雖然是較為保守的都市，京都方言卻一直在變化。平安時代以來的古語現多已不存。明治維新前後也曾有大的變化，具代表性的京都方言「 Dosu」「 Yasu」「 Haru」都均被認為是幕末之後普及的方言。現在則逐漸和共通語及關西共通語（大阪腔）接近。京都方言可大致分為在御所使用的公家言葉（御所言葉）和在市民中使用的町言葉。公家言葉主要在宮廷中使用，現在仍在一些社寺殘存。後者則因使用者的職業和地區而可更加細分。京都方言發音速度較慢且多用長音，並且敬語十分發達。

## 外部連結
- ぽっどきゃすと京ことば（KBS京都）
- 京ことば、京ことばかるた（京都新聞）
- 京ことばニュース （页面存档备份，存于）（FM79.7京都三条ラジオカフェ）